# Klaus Thiele (Leichtathlet)
Klaus Thiele (* 21. Januar 1958 in Potsdam) ist ein ehemaliger deutscher Leichtathlet, der bei den Olympischen Spielen 1980 in Moskau mit der  4-mal-400-Meter-Staffel der DDR die Silbermedaille gewann (3:01,26 min, zusammen mit Andreas Knebel, Frank Schaffer und Volker Beck).
Sein erster großer Erfolg war die Silbermedaille mit der 4-mal-100-Meter-Staffel bei den Junioreneuropameisterschaften 1977.
Er startete auch bei den Europameisterschaften 1978 im 200-Meter-Lauf, kam aber über den Zwischenlauf nicht hinaus.
Klaus Thiele startete für den ASK Potsdam und trainierte bei Wolfgang Gerhold. In seiner aktiven Zeit war er 1,95 m groß und wog 78 kg. Er wurde nach seiner Sportlerkarriere Landschaftsarchitekt. 1980 wurde er mit dem Vaterländischen Verdienstorden in Bronze ausgezeichnet.